# L'Amour qui chante
L'Amour qui chante est une mélodie d'Augusta Holmès composée en 1882.

## Composition
Augusta Holmès compose L'Amour qui chante en 1882 sur un poème qu'elle écrit elle-même. L'œuvre est publiée par les éditions Lissarrague.

## Réception
En 1887, Augusta Holmès s'accompagne elle-même au piano pour chanter cette mélodie.  Mme Saïman-Gritti, de l'Opéra-Comique, chante aussi cette mélodie, parmi d'autres.